# Bistorta emodi
Bistorta emodi är en slideväxtart. Bistorta emodi ingår i släktet ormrötter, och familjen slideväxter.

## Underarter
Arten delas in i följande underarter:
- B. e. dependens
- B. e. emodi